# Serious Sam HD: The First Encounter
Serious Sam HD: The First Encounter (с англ. — «Крутой Сэм HD: Первая кровь») — компьютерная игра в жанре шутера от первого лица. HD-ремейк игры 2001 года под названием Крутой Сэм: Первая кровь. Разработчики воссоздали игру на движке Serious Engine 3, добавив поддержку новых разрешений экрана и новые эффекты, улучшив качество текстур, а также увеличив количество полигонов.
Игра рассказывает о приключениях Сэма «Серьёзного» Стоуна (англ. Sam «Serious» Stone) и его борьбе против инопланетных захватчиков под предводительством Ментала (англ. Mental).
Игра вышла 24 ноября 2009 года в сервисе цифровой дистрибуции Steam для Microsoft Windows и 13 января 2010 года для Xbox 360.
В 2017 году вышел ремейк данной игры под названием Serious Sam VR: The First Encounter для очков виртуальной реальности. Игра совместима с устройствами Oculus Rift и HTC Vive.
13 февраля 2020 года игра была анонсирована для облачного сервиса Stadia. Игра входит в коллекцию Serious Sam Collection, которая также включает в себя Serious Sam HD: The Second Encounter и Serious Sam 3: BFE.

## Игровой процесс
Ключевой геймплей игры был бережно перенесён разработчиками из классической игры без значительных изменений: игроку необходимо из уровня в уровень уничтожать толпы разнообразных инопланетных захватчиков. В игре имеется весьма богатый ассортимент оружия — от боевого ножа до тяжелой средневековой пушки. Поддерживается совместная игра — можно пройти игру плечом к плечу с другом через интернет, а также сразиться в смертельной схватке.

## Сюжет
Сюжет The First Encounter HD повествует о некоем открытии, данном человечеству в виде заложенного в землю Египта артефакта от могущественной цивилизации Сириуса. С его помощью человечество резко продвинулось в прогрессе, однако при исследовании космоса наткнулось на беспощадную расу инопланетян, уничтожающих всё на своём пути. В многочисленных боях человечество теряло свои позиции, в результате было отброшено из своих систем к родной планете. Однако учёные обнаружили древний артефакт «Ключ к Вечности», который может переместить одного человека в далёкое прошлое на борьбу с захватчиками. Таким человеком оказывается Крутой Сэм, один из самых отважных бойцов с инопланетянами. Он перемещается в Древний Египет, чтобы расправиться с предводителем инопланетян — Менталом — и вернуться в своё время.

## Разработка
Serious Sam HD: The First Encounter была анонсирована 25 июня 2009 года. В пресс-релизе, выпущенном по случаю анонса, было объявлено о том, что игра выйдет для платформы Xbox 360 в сервисе Xbox Live Arcade. Издателями были заявлены компании Majesco Entertainment и Devolver Digital. Порталу Eurogamer также стало известно о том, что игра будет выпущена и для персональных компьютеров и будет работать на движке Serious Engine 3, анонсированном двумя годами ранее.
В июле 2009 года разработчики и издатели объявили о проведении конкурса на лучшую новую цитату Сэма для Serious Sam HD. Фанаты могли присылать свои варианты посредством сервиса Twitter. 5 августа были опубликованы официальные обложки игры, а в конце того же месяца был запущен официальный сайт. В подготовке к выпуску Serious Sam HD издательством Devolver Digital проводилась масштабная маркетинговая кампания; было выпущено несколько юмористических рекламных трейлеров, а игру демонстрировали на выставке PAX East. Для создания промо-роликов была привлечена режиссёрская группа комедийного дуэта Beef & Sage.
7 ноября 2009 года в сервисе Steam появилась официальная страница игры. 20 ноября Devolver Digital сообщили о том, что игра вышла на «золото», в то же время была анонсирована дата выхода на PC. Выход Serious Sam HD: The First Encounter для персональных компьютеров состоялся 24 ноября 2009 года. Уже через несколько дней состоялся анонс продолжения, Serious Sam HD: The Second Encounter.
В ходе создания игры разработчиками была проделана работа по техническому преобразованию игры. Благодаря переносу проекта на движок Serious Engine 3, игра получила поддержку многочисленных современных технологий, конфигураций машин, шейдеров, текстур и моделей высокого разрешения. Была проделана работа со звуковой системой движка. Тем не менее, из-за нового физического движка разработчиками была вырезана система шестисторонней гравитации и связанные с этим особенности. Помимо улучшения визуальной картинки, были внесены определённые новшества и улучшения. Некоторые враги получили внешние модификации. В частности, у безголового ракетчика на шее появилась круглая пила, которую этот противник использует как оружие ближнего боя; голова безголового гранатомётчика была поставлена на место с помощью лезвия, вставленного в шею (оно торчит из головы). Были изменены некоторые параметры оружия — в отличие от классической версии, в ремейке миниган стал потреблять патроны с меньшей скоростью. Появилось несколько новых секретов. В связи с переносом игры на систему Steamworks в ней появились достижения и таблица лидеров, связанная с сервисом.
Версия для Xbox 360 вышла в продажу 13 января 2010 года и оказалась абсолютно идентичной версии для ПК. Она не является ремейком Serious Sam: Xbox, эксклюзивной версии для первого Xbox, имеющей некоторые отличия от «Крутого Сэма» на ПК.
22 марта 2010 для PC-версии игры в Steam было выпущено обновление, добавляющее сетевой режим. 2 апреля была выпущена бесплатная демоверсия, включающая один уровень одиночной кампании и одну карту для сетевой игры.
14 января 2011 года для PC-версии игры разработчиками было выпущено дополнение «Fusion», добавляющее уровни из The First Encounter HD в The Second Encounter HD. DLC было абсолютно бесплатным для владельцев обоих эпизодов ремейка в Steam.
30 марта 2017 года состоялся выход Serious Sam VR: The First Encounter — переиздания Serious Sam HD: The First Encounter на движке Serious Engine 2017 специально для устройств виртуальной реальности. Игра совместима с HTC Vive и Oculus Rift и поддерживает полноценное передвижение с помощью трекпада или посредством телепортации по карте.

## Отзывы и критика
| Сводный рейтинг       | Сводный рейтинг | Сводный рейтинг |
| Издание               | Оценка          | Оценка          |
| Издание               | PC              | Xbox 360        |
| --------------------- | --------------- | --------------- |
| GameRankings          | 70,29 %         | 68,90 %         |
| Русскоязычные издания |                 |                 |
| Издание               | Оценка          | Оценка          |
| Издание               | PC              | Xbox 360        |
| Absolute Games        | 60/100          | N/A             |

Serious Sam HD: The First Encounter получила преимущественно сдержанные отзывы критиков. Средний балл игры на агрегаторе Metacritic составляет 68 % (на основе 35 рецензий), 70,29 % на GameRankings и 72 % на «Критиканстве».
Обозреватель GamingNexus Чад Смит поставил игре 9.5 баллов, назвав ремейк «дистиллированным шутером в его чистейшей форме». Редактор IGN поставил игре 7.5 баллов, отметив обновленную графику и упомянув кооператив в числе нововведений, несмотря на то, что данный режим уже присутствовал в оригинале 2001 года. Сайт Eurogamer поставил ремейку 7 баллов из 10 и написал, что несмотря на похорошевший внешний вид, игре не хватает свежих идей и в особенности новых мультиплеерных режимов. Редактор GameSpot был особенно твёрд в оценке игры, поставив ей всего 5 баллов и посетовав на огромное количество багов, но похвалив кооператив на 16 игроков.
Журнал Игромания не поставил привычную оценку игре, написав просто «serious». Было отмечено, что «несмотря на нелепый вид, лучшей игры в жанре „монстру в глаз из шотгана в упор“ в ближайшее время, скорее всего, не случится».
Игра вошла в список 50 лучших компьютерных шутеров от первого лица по версии сайта Rock, Paper, Shotgun, заняв в нём 45 позицию.
Летом 2018 года, благодаря уязвимости в защите Steam Web API, стало известно, что точное количество пользователей сервиса Steam, которые играли в игру хотя бы один раз, составляет 1 025 064 человека.